# Lockarp
Lockarp är kyrkbyn i Lockarps socken samt ett delområde i stadsdelen Oxie i Malmö. SCB avgränsade bebyggelsen år 2015 till en småort och sedan åter från 2023. 
Delområdet Lockarp ligger söder om Yttre ringvägen, mellan E6:an till Trelleborg och Käglingevägen. Vid Lockarps trafikplats, längs med Yttre Ringvägen, fanns Lockarps bageri (lades ner 2008). På norra sidan av ringvägen ligger Coca-Cola-fabriken, Max, Pizza Hut, McDonald's, Shell och Kentucky Fried Chicken.
Lockarps kyrka ligger i byn. Öster om kyrkan passerar Kontinentalbanan, vid vilken Lockarps station låg, och öster om denna järnväg ligger en gokartbana och Sofiedals GK.

## Historia
Lockarp ägdes förr till stor del av kyrkan och kronan, men idag ägs det mesta av Malmö stad och mycket lite är i privat ägo. 
I Lockarp har man hittat en stenkista och en skelettgrav från stenåldern samt även flera bronsåldershögar, och i samband med att man byggde ut järnvägen år 2004 hittade man rester av en 1000-årig gård. År 2007 gjorde man nya utgrävningar och fann en välbevarad källare från medeltiden, strax norr om kyrkan. Vid sekelskiftet 1900 fick Lockarp järnväg och station. Infrastrukturen, järnvägar och bilvägar skar i modern tid igenom bygden. Många fina gårdar och hus fick rivas för att lämna plats åt det.